# Ashes of the Wake
Ashes of the Wake treći je studijski album američkog heavy metal sastava Lamb of God, objavljen 31. kolovoza 2004. godine.

## O albumu
Album se popeo na 27. mjesto top ljestvice Billboard 200, s 35.000 prodanih primjeraka u prvom tjednu. Za razliku od prethodnih albuma, teme pjesama uglavnom su političke, prvenstveno o ratu u Iraku.

## Popis pjesama
Tekstovi i glazba: Lamb of God, osim gdje je drugačije navedeno. 
| 1.    | »Laid to Rest«                                                     | 3:50 |
| 2.    | »Hourglass« (napisao Willie Adler)                                 | 4:00 |
| 3.    | »Now You've Got Something to Die For«                              | 3:39 |
| 4.    | »The Faded Line«                                                   | 4:37 |
| 5.    | »Omertà«                                                           | 4:45 |
| 6.    | »Blood of the Scribe« (napisao Willie Adler)                       | 4:23 |
| 7.    | »One Gun«                                                          | 3:59 |
| 8.    | »Break You«                                                        | 3:35 |
| 9.    | »What I've Become«                                                 | 3:28 |
| 10.   | »Ashes of the Wake« (napisao Willie Adler)                         | 5:45 |
| 11.   | »Remorse Is for the Dead« (napisao Mark Morton)                    | 5:41 |
| 12.   | »Another Nail For Your Coffin« (bonus pjesma na japanskom izdanju) | 4:37 |
| 52:20 |                                                                    |      |

## Zasluge
| Lamb of God - Randy Blythe - vokal - Mark Morton - prva i ritam gitara - Willie Adler - prva i ritam gitara - John Campbell - bas-gitara - Chris Adler - bubnjevi, udaraljke Dodatni glazbenici - Alex Skolnick (iz Testamenta) - gitarska solaža na "Ashes of the Wake" - Chris Poland (bivši član Megadetha) - gitarska solaža na "Ashes of the Wake" | Ostalo osoblje - Machine – produkcija, snimanje, mix, inženjer zvuka - John Agnello – inženjer zvuka - Mark Wilder – mastering - K3N – omot albuma - Ted Young – dodatni inženjer zvuka - Gref Waterman – fotografije |